# عین الله سوری
عین‌الله سوری (زاده نهاوند) دیپلمات ایرانی و از سال ۱۴۰۲ سفیر جمهوری اسلامی ایران در کشور لیبی است.

## نگارخانه

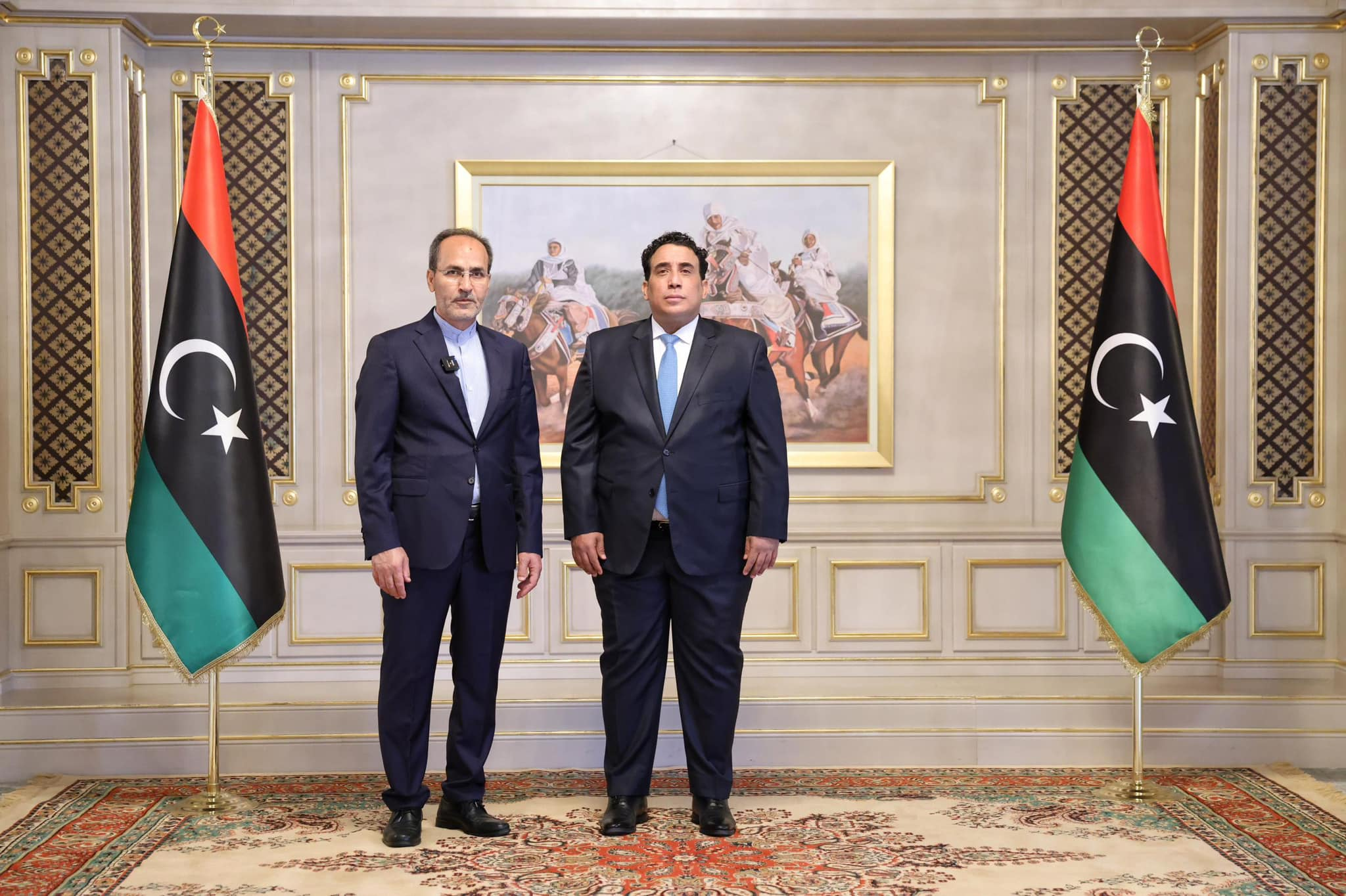

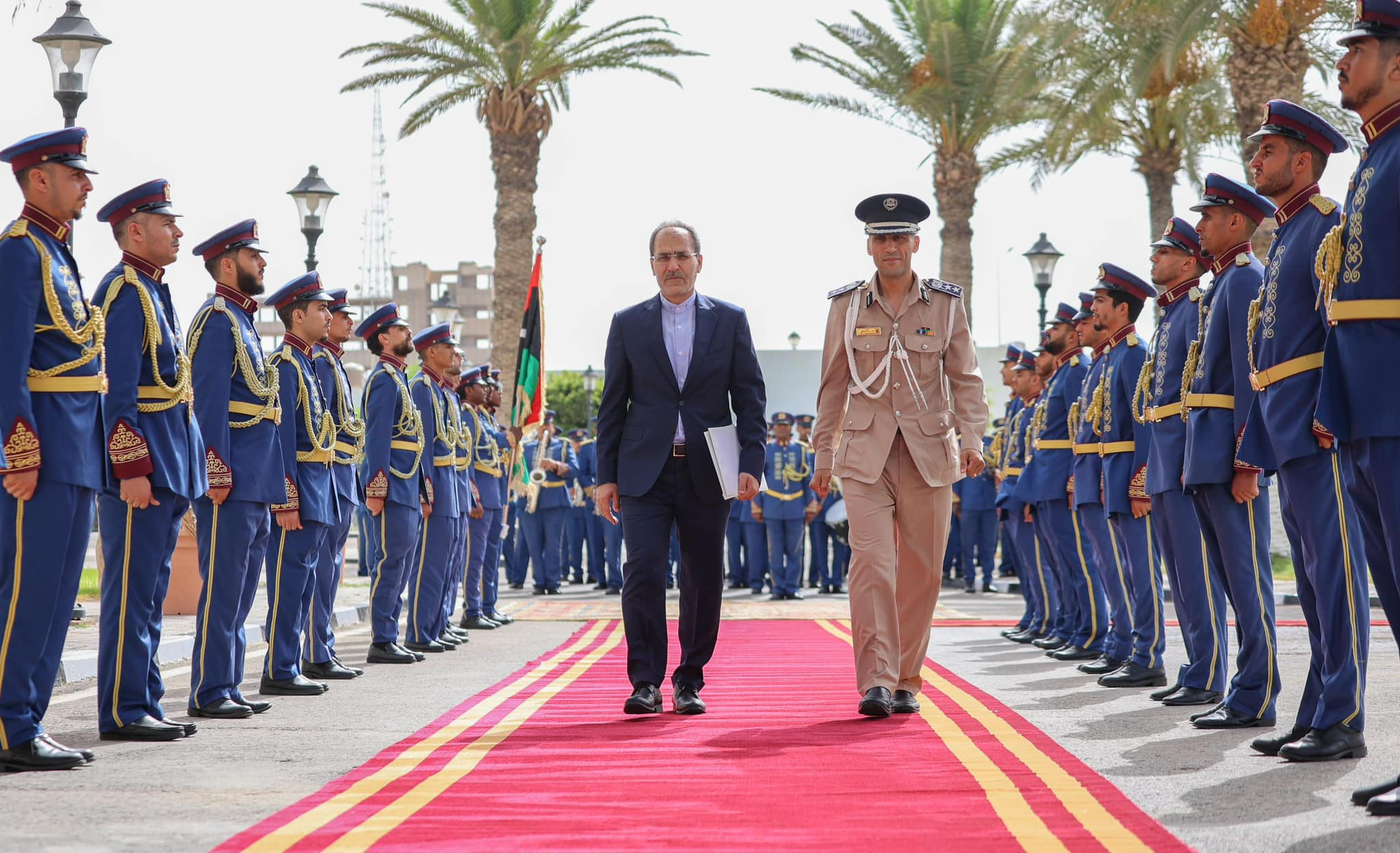

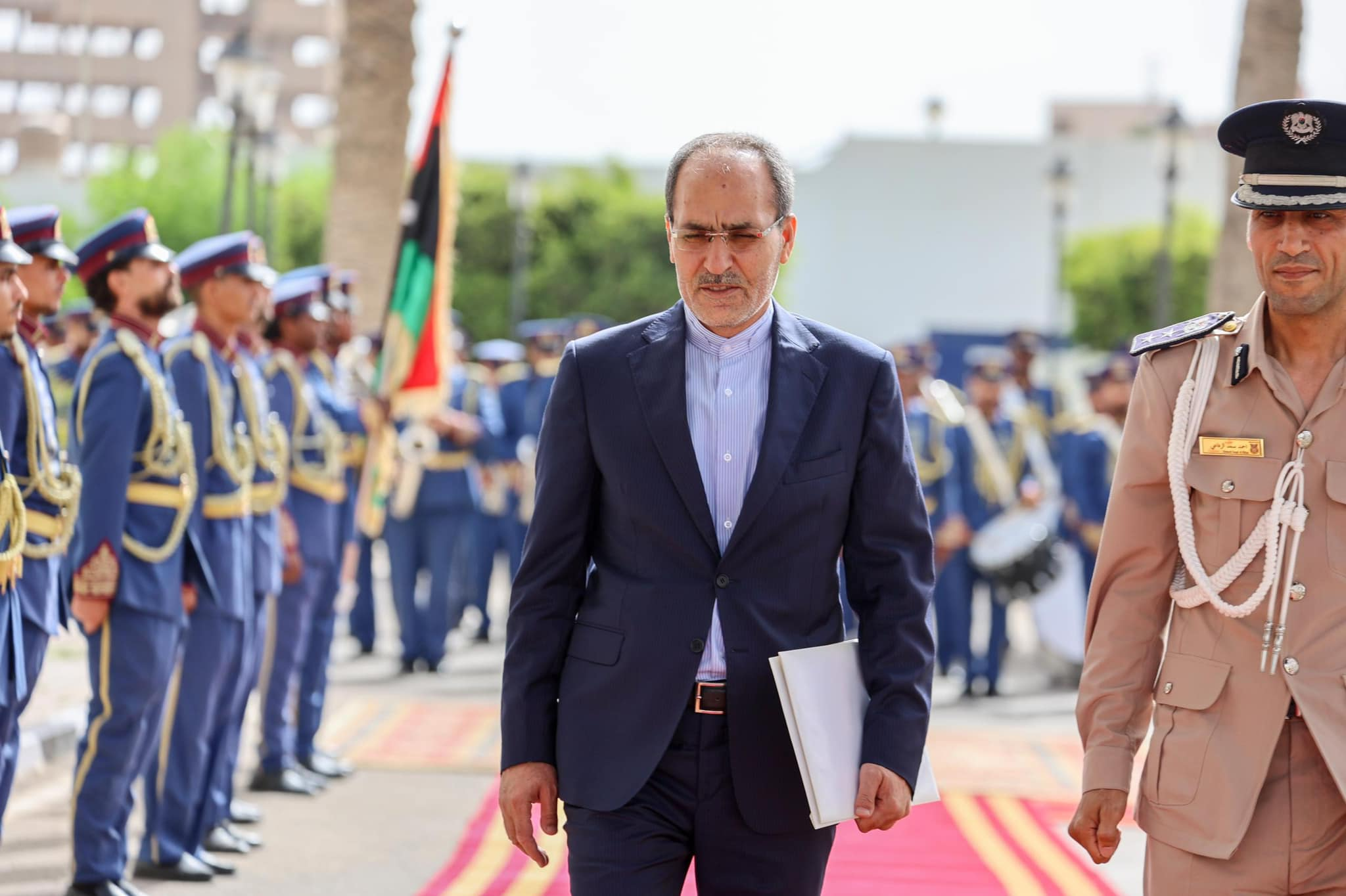